# 북아일랜드의 정당 목록
다음은 북아일랜드의 정당 목록이다. 북아일랜드 의회는 돈트식 비례대표제를 사용하며 여러 정당으로 구성되어 있다. 이들 정당들은 단 한번도 한 당이 독자적으로 정부를 꾸린 적은 없으며 항상 다른 정당과 함께 연립 정부를 구성했다. 정당 가입은 보통 종교나 민족적인 배경에 따라 하는 경우가 많다.
북아일랜드는 영국에 속해 있지만 정치에 관해서는 다른 지역과는 극명히 다른 모습을 보인다. 노동당과 자유민주당은 북아일랜드 내에서 치러지는 선거에 참여하지 않으며 (단 자민당은 북아일랜드 연합당과 제휴를 맺고 있다), 선거전에 나서는 보수당마저도 최근 선거에서는 상당히 한정된 지지를 얻고 있다.
신페인과 노동자당 같은 정당들은 북아일랜드와 아일랜드에, 즉 아일랜드 전역에 기반을 두고 있다. 반면 보수당 같은 당은 북아일랜드와 그레이트브리튼에, 즉 영국 전역에 기반을 두고 있다. 그 외에는 북아일랜드에만 기반을 둔 정당들로 이들 모두가 지지도 순에서 우위를 점하고 있다.
북아일랜드의 정치 성향은 '연합주의/왕당파' 성향과 '민족주의/공화파' 성향, 그리고 '기타' 성향으로 나뉘는데, 일부 정당과 개개인의 경우 항상 이렇게 나뉘는 것은 아니다. 분단 문제에 대해선 다른 정치 현안보다 자신의 견해를 잘 밝히지 않으려는 사람들도 있다.
예를 들어서, 공화노동당/사회민주노동당 국회의원이었던 게리 피트는 초창기에 민족주의보다는 사회주의 쪽으로 정치 경력을 쌓았으나 끝내 창당 취지가 변질되고 있다고 주장하며 사회민주노동당을 탈당했다. 또 비슷한 예로 아일랜드 노동자당은 공화주의 IRA 정규파에 기원을 두고 있지만 지금은 비폭력 사회주의•민족주의 정당으로 여겨진다. 그밖에도 여러 정당들이 자신들의 당은 비파벌계라고 공언하며 그렇게 되는 데 노력하고 있고, 또 연합주의나 민족주의 중 어느 쪽도 아닌 것으로 스스로를 인식하고 있다. 북아일랜드 의회의 하원의원들은 '연합파', '민족파', '기타' 중 한 쪽에 속해 있음을 밝혀야 한다.  이런 직함은 특히 '기타'에 속한 의원들로부터 반발을 사는데 '기타'의 경우 총리나 부총리 자리에 발을 들일 여지가 없기 때문이다.
한편 각 정당들이 극한 대립을 이루는 문제에 입장을 표하는 북아일랜드 사회에 '연합주의자'와 '민족주의자' / '공화주의자' 같은 용어들은 적합하지 않다는 견해도 있다. '기타'에 속한 정당 중 다수가 비파벌 정당이 되려고 노력하지만 대립되는 문제에는 자신들의 입장을 확고하게 정해놓고 있다.

## 지역별, 북아일랜드, 영국, 유럽 의회에 의석을 두고 있는 정당

### 상세
| 정당 | 정당                      | 현 대표         | 아일랜드어명 한국어 번역                    | 창당일          | 초대 대표             | 정치노선                                      | 이념     | 성향     | 유럽의회 정당연합 |
| ---- | ------------------------- | --------------- | ------------------------------------------- | --------------- | --------------------- | --------------------------------------------- | -------- | -------- | ----------------- |
|      | 민주연합당                | 알렌 포스터     |                                             | 1971년          | 이언 페이즐리         | 민족보수주의, 사회보수주의, 영국 연합주의     | 우파     | 연합파   | 무소속            |
|      | 신 페인                   | 게리 애덤스     | '우리 스스로"                               | 1905년 / 1970년 | 아서 그리프스         | 아일랜드 공화주의, 좌파민족주의, 민주사회주의 | 좌파     | 공화파   | GUE/NGL           |
|      | 사회민주노동당            | 콜럼 이스트우드 | Páirtí Sóisialta Daonlathach an Lucht Oibre | 1970년          | 게리 피트             | 사회민주주의, 아일랜드 민족주의               | 중도좌파 | 공화파   | S&D               |
|      | 얼스터 연합당             | 마이크 네스빗   |                                             | 1905년          | 에드워드 선더슨       | 보수주의, 영국 연합주의                       | 중도우파 | 연합파   | ECR               |
|      | 북아일랜드 연합당         | 데이비드 포드   |                                             | 1970년          | 밥 쿠퍼 올리버 네피어 | 자유주의, 비파벌주의                          | 중도     | 기타     | 없음              |
|      | 전통 연합주의자의 목소리  | 짐 앨리스터     |                                             | 2007년          | 짐 앨리스터           | 영국 연합주의, 유럽회의주의, 사회보수주의     | 우파     | 연합주의 | 없음              |
|      | 북아일랜드 녹색당         | 스티븐 애그뉴   | Comhaontas Glas i dTuaisceart Éireann       | 1983년          | 없음                  | 녹색 정치, 비파벌주의                         | 좌파     | 기타     | 녹색/자유         |
|      | 영국 독립당               | 나이절 파라지   |                                             | 1993            | 앨런 스케드           | 유럽회의주의, 우파 포퓰리즘, 영국 연합주의    | 우파     | 연합주의 | 지유민주유럽      |
|      | NI21                      | 베실 매크리     |                                             | 2013            | 베실 매크리           | 얼스터 연합주의, 진보주의, 찬유럽주의         | 중도     | 연합주의 | 없음              |
|      | 진보연합당                | 빌리 허친슨     |                                             | 1979년          | 휴즈 스미스           | 영국 연합주의, 민주사회주의, 사회민주주의     | 좌파     | 연합주의 | 없음              |
|      | 이익보다는 국민 우선 연합 | 없음            |                                             | 2005년          | 없음                  | 민주사회주의, 트로츠키주의                    | 좌파     | 기타     | 없음              |

1. ↑  직역은 아니지만 흔히 쓰이는 다른 번역어로 '우리끼리'가 있다.
2. ↑  지금의 신 페인은 1970년 당시에도 있었던 신 페인으로부터 분리되어 나온 정당으로, 이 때문에 초창기에는 '임시 신페인당'이란 이름이 널리 쓰이기도 했다.
3. ↑  창당 후 28년간은 전국 대표를 뽑지 않았다. 2011년에 와서야 스티븐 애그뉴가 초대 대표로 당선됐다.
4. ↑  2014년 지방선거를 앞두고 오는 2016년 의회 선거가 치러진 뒤 '기타' 진영으로 옮길 것이라고 선언한 바 있다.

### 의석 수
| 정당 | 정당                      | 의원 수 (2016년 5월 기준) | 의원 수 (2016년 5월 기준) | 의원 수 (2016년 5월 기준) | 의원 수 (2016년 5월 기준) | 의원 수 (2016년 5월 기준) | 의원 수 (2016년 5월 기준) |
| 정당 | 정당                      | 영국 의회                 | 영국 의회                 | 북아일랜드 의회           | 유럽 의회                 | 지역의회                  |                           |
| 정당 | 정당                      | 하원                      | 상원                      | 북아일랜드 의회           | 유럽 의회                 | 지역의회                  |                           |
| ---- | ------------------------- | ------------------------- | ------------------------- | ------------------------- | ------------------------- | ------------------------- | ------------------------- |
|      | 민주연합당                | 8                         | 3                         | 38                        | 1                         | 125                       |                           |
|      | 신 페인                   | 4                         | 0                         | 28                        | 1                         | 105                       |                           |
|      | 사회민주노동당            | 3                         | 0                         | 12                        | 0                         | 63                        |                           |
|      | 얼스터 연합당             | 2                         | 2                         | 16                        | 1                         | 89                        |                           |
|      | 북아일랜드 연합당         | 0                         | 0                         | 8                         | 0                         | 32                        |                           |
|      | 전통 연합주의자의 목소리  | 0                         | 0                         | 1                         | 0                         | 13                        |                           |
|      | 북아일랜드 녹색당         | 0                         | 0                         | 2                         | 0                         | 3                         |                           |
|      | 영국 독립당               | 0                         | 0                         | 0                         | 0                         | 2                         |                           |
|      | NI21                      | 0                         | 0                         | 0                         | 0                         | 0                         |                           |
|      | 진보연합당                | 0                         | 0                         | 0                         | 0                         | 4                         |                           |
|      | 이익보다는 국민 우선 연합 | 0                         | 0                         | 2                         | 0                         | 1                         |                           |

## 같이 보기
- 북아일랜드의 정치
- 정당 목록
- 북아일랜드의 각 지역 의회별 정당 구성